# Rosângela Monteiro
Rosângela Monteiro é uma perita criminal brasileira que atua no núcleo de perícias em crimes contra a pessoa do Instituto de Criminalística (IC) da Polícia Técnico-Científica de São Paulo. Rosângela ficou conhecida em todo o país depois de ter assinado o laudo do IC que reforçou a tese da Polícia Civil para incriminar o casal Alexandre Nardoni e Anna Carolina Jatobá pela morte da menina Isabella. É famosa no Brasil por comentar casos criminais.
| “                    | Esse caso expôs o trabalho do perito. Queriam respostas que eu não podia dar na hora. É um perigo um perito se manifestar precipitadamente. Depois disso, talvez a imprensa compreenda que não é má vontade da nossa parte. | ” |
| — Rosângela Monteiro | |   |

## Carreira
Rosângela Monteiro é graduada em psicologia.